# George Don (officier britannique)
George Don, né le 30 avril 1756, mort le 1er janvier 1832, était un gouverneur colonial et général britannique d'origine écossaise qui a notamment participé à la guerre d'indépendance des États-Unis ainsi qu'aux guerres de la Révolution française. Bien qu'il ait occupé de nombreuses fonctions dans plusieurs régions d'Europe, il s'est surtout fait connaitre dans le domaine militaire en contribuant à l'organisation de la défense contre la menace française pendant les guerres de la Révolution française puis les guerres napoléoniennes. Il fut également fréquemment sollicité pour son expertise en matière d'espionnage par les généraux britanniques, et fut également à une époque employé par la Prusse comme espion. En 1799, il fut arrêté au cours d'une trêve par le général français Guillaume Brune qui l'accusa de tenter de fomenter une rébellion en République batave, ce qui lui valut d'être retenu prisonnier jusqu'à la Paix d'Amiens en 1802. Au cours et à la suite de ces conflits, Don occupa également les fonctions de gouverneur de Jersey et de Gibraltar, où il parvint avec succès à mettre en place des réformes structurelles.

## Début de carrière
George Don, second fils du marchand de vin John Don et de sa femme Anna Seton vit le jour en 1756. En 1770, il rejoignit l'armée comme porte drapeau de la 51e division d'infanterie, et fut envoyé à Minorque à partir de 1774 après avoir été élevé au rang de lieutenant. Minorque était alors un territoire équipé d'une base navale administré par les Britanniques, qui fut fortifié après sa capture par les espagnols au cours de la Guerre de Sept Ans vingt ans auparavant. Au cours de son service sur l'île, il se rapprocha du gouverneur de l'île, le général General Johnstone ainsi que du général James Murray, et rejoignit le personnel du premier nommé en tant qu'aide de camp ce qui lui valut une promotion au range de capitaine.
Au cours de la Guerre d'indépendance des États-Unis, Minorque subit une attaque des troupes françaises et espagnoles, et Don se fit remarquer comme une figure importante du siège de la garnison britannique retenue dans le Fort St. Philip. En dépit de la reddition de la garnison en 1782, sa réputation, couplée à son mariage avec la nièce de Murray, Maria Margaretta en 1783 lui permirent de prendre de l'importance. Promu au rang de major au cours de la même année, il fut transféré auprès du 59e régiment d'infanterie et posté pour la première fois à Gibraltar, où il demeura jusqu'en 1791 pendant une période de paix. Cependant, alors qu'une guerre se dessinait dans le sillage de la Révolution française, il fut promu au rang de lieutenant-colonel et envoyé à Jerseyoù son régiment fut positionné en 1792. Jersey, située à proximité des côtes bretonnes constituait une cible évidente des françaises si la guerre venait à éclater. Il travailla dans un premier temps à la fortification des défenses de l'île avant d'être rappelé en tant qu'aide de camp par Murray en 1793, dans la campagne des Flandres qui se révéla être un échec. En reconnaissance de son engagement dans cette campagne, il fut nommé aide de camp du roi George III, ce qui lui valut une promotion au rang de colonel.

## Guerres de la Révolution française
Don ne fut pas évacué avec le reste de l'armée britannique en 1795 à la suite de l'échec de la campagne, mais resta posté en Europe au service du roi de Prusse à la place. La Prusse était sortie du conflit battue à la suite de la Paix de Bâle en 1795, mais demeurait allié des Britanniques dans leur lutte contre les Français. Don fut ainsi détaché auprès de la cour de Prusse en qualité d'officier de liaison. Il aurait alors été engagé dans des activités d'espionnage contre la France au cours de cette période, bien que les traces écrites soient rares.
En 1798, Don retourna en Grande-Bretagne comme major-général et fut placé aux commandes des défenses de l'Île de Wight, considéré comme point faible de la côte sud de l'Angleterre. En 1799, il fut détaché auprès des forces du Duc d'York qui envahit la République batave avec une armée composée de russes et de britanniques. Alors qu'il était officiellement aux commandes de la 3e division dirigée par le général David Dundas, il participait cependant fréquemment à des opérations d'espionnage et de négociation. Son arrestation par lé général Guillaume Brune au cours de négociations pour permettre un retrait sans violence des troupes alliées en constitue l'exemple le plus évident.
Accusé d'avoir tenté de fomenter une rébellion contre les français auprès des habitants néerlandais de la République batave, Don fut emprisonné pendant une durée de deux ans, avant d'être libéré en 1800 eu prélude de la Paix d'Amiens. Alors qu'il était en captivité, il se vit attribuer le commandement du 9e régiment des Antilles. Lors de sa libération, il retourna en Écosse, et se vit confier l'organisation et la formation de forces armées chargées de garantir la défense de la côte sud-est de l'Écosse en 1802. En 1803, il fit son retour à Londres pour prendre le commandement de la King's German Legion, une formation détachée par l'Angleterre. Promu au rang de Lieutenant-Général le 1er janvier 1805, il embarqua avec une force de 14 000 hommes en direction de l'Allemagne pour rejoindre les forces britanniques débarquées tardivement dans le cadre de la 3e coalition. Après son arrivée à Cuxhaven, il fut rapidement supplanté par William Cathcart.

## Gouverneur de Jersey et de Gibraltar

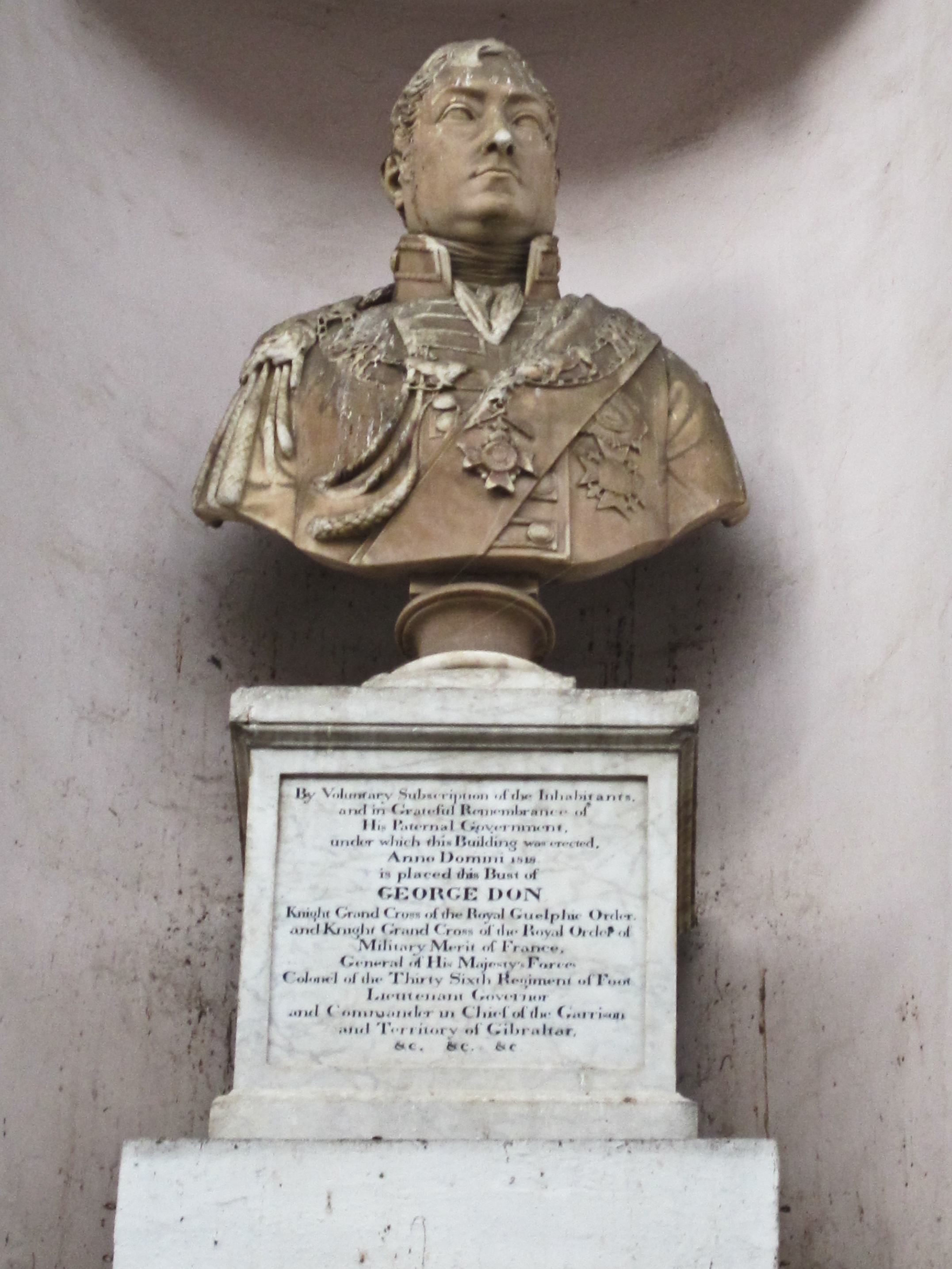
Buste de George Don devant le Parlement de Gibraltar.

En 1805, le commandement de Don fut transféré au 96e régiment d'infanterie et en 1806, il fut nommé Lieutenant-gouverneur de Jersey, un poste qu'il occupa pendant l'ensemble de la durée des guerres napoléoniennes. À Jersey, il fit ériger des routes et des fortifications, organisa les forces armées locales et développa de forts liens avec les communautés locales. Son mandat fut uniquement interrompu pendant une courte période en 1809 lorsqu'il fut envoyé prendre part à l'opération de retrait de milliers de troupes à la suite de l'échec de l'Expédition de Walcheren. En 1814, après de nombreuses années de service à Jersey, Don fut nommé général et prit la fonction de Lieutenant-gouverneur de Gibraltar. Confronté à une épidémie de fièvre jaune, il tira profit de l'expérience acquise au cours de ses précédentes missions pour organiser et mettre en place un système sanitaire efficace dans le territoire, avec notamment un accès à de l'eau propre, un nouvel hôpital ainsi que le parc des jardins botaniques de Gibraltar.
Le séjour de Don à Gibraltar fut aussi témoin de plusieurs autres innovations parmi lesquelles la première force de police, et l'ancêtre de la Police royale de Gibraltar, le palais de justice principal, la rénovation des lignes de défenses, ainsi qu'un réseau de routes connectant la péninsule au continent espagnol. Au cours de ses 17 années à Gibraltar, Don devint extrêmement populaire et occupa le poste de gouverneur sauf pendant les années 1821 à 1825, lorsque John Pitt se trouvait également à Gibraltar.